# Anna Rüling
Theodora „Theo“ Anna Sprüngli, besser bekannt unter ihrem Pseudonym Anna Rüling, (* 15. August 1880 in Hamburg; †  8. Mai 1953 in Düsseldorf) war eine deutsche Autorin und Journalistin.

## Leben
Ihre Eltern waren Adolf Sprüngli, ein Geschäftsmann, und Caroline Sprüngli, geborene Dangers. Ihre Kindheit verbrachte Rüling mit ihrer Schwester in Hamburg und besuchte eine Schule für Töchter aus dem höheren Bürgertum. Ihre Schulausbildung beendete sie an einem Gymnasium in Stuttgart. Mit 17 Jahren begann ihre Arbeit als Journalistin bei der Zeitung Hamburger Fremdenblatt. Sie zog aus beruflichen Gründen nach Berlin, wo sie als Journalistin für Zeitungen des Publizisten August Scherl insbesondere über Musik und Theater schrieb.
Am 9. Oktober 1904 hielt sie als Frauenrechtlerin die weltweit erste politische Rede, die die Probleme lesbischer Frauen thematisierte. Die Rede mit dem Titel Homosexualität und die Frauenbewegung fand im Prinz-Albrecht Hotel in Berlin bei einer Tagung des Wissenschaftlich-humanitären Komitees (WhK) statt. Ihre Rede wurde in einer Ausgabe des Jahrbuchs für sexuelle Zwischenstufen unter der Überschrift „Welches Interesse hat die Frauenbewegung an der Lösung des homosexuellen Problems?“ veröffentlicht. Am 27. Oktober 1904 hielt sie eine weitere Rede zu diesem Thema beim Bund für Menschenrechte von Johannes Holzmann in Berlin.
Als Autorin schrieb sie unter ihrem Pseudonym „Anna Rüling“ verschiedene Kurzgeschichten und veröffentlichte 1906 in Berlin eine Sammlung von Kurzgeschichten mit lesbischen Themeninhalt. Rüling verließ Berlin aus beruflichen Gründen und zog nach Düsseldorf, wo sie weitere 30 Jahre wohnte. Von 1914 bis in die Mitte der 1920er veröffentlichte sie als Autorin Beiträge in der Neuen Deutschen Frauenzeitung. 1953 starb sie in Düsseldorf.